# Nagari Tikalak
Nagari Tikalak is een bestuurslaag in het regentschap Solok van de provincie West-Sumatra, Indonesië. Nagari Tikalak telt 1382 inwoners (volkstelling 2010).